# (9365) Chinesewilson
(9365) Chinesewilson est un astéroïde de la ceinture principale.

## Description
(9365) Chinesewilson est un astéroïde de la ceinture principale. Il fut découvert le 2 septembre 1992 à La Silla par Eric Walter Elst. Il présente une orbite caractérisée par un demi-grand axe de 2,27 UA, une excentricité de 0,08 et une inclinaison de 4,0° par rapport à l'écliptique.

## Compléments